# Брадфордский университет
Брадфордский университет (англ. University of Bradford) — общественный университет, расположенный в городе Брэдфорд, графство Западный Йоркшир, Англия. Один из университетов «из листового стекла». Был удостоен королевской хартии в 1966 году, что сделало его сороковым высшим учебным заведением в Великобритании, получившим статус университета, хотя его историю можно проследить ко времени основания Института механики Западного Йоркшира в 1832 году.
В университете проходят обучения 7 480 студентов и 2 290 аспирантов. 22 % студентов ― иностранцы из более чем 110 разных стран. В 2010 году через UCAS в университет было подано 14 406 заявлений от абитуриентов, из которых 3 421 было принято.
Первый британский университет, открывший в 1973 году факультет исследований мира, который в настоящее время является крупнейшим на всём земном шаре университетским центром изучения мира и вооружённых конфликтов.

## История

### Основание
Истоки университета восходят к Механическому институту, основанному в 1832 году, когда в городе возросла потребность в квалифицированных рабочих. В 1882 году институт был переименован в Брадфордский технический колледж. В 1957 году тогда уже Брадфордский технологический институт был преобразован в Колледж передовых технологий, который предлагал программы высшего образования. Строительство Ричмонд-билдинг, самого большого здания на территории кампуса, началось в 1963 году. Впоследствии были возведены Хортон-билдинг и Чешем-билдинг на противоположной стороне Ричмонд-роуд.
Королевская хартия об инкорпорации была представлена в 1966 году; тогдашний премьер-министр Гарольд Вильсон стал первым канцлером университета.

### 1980-е и 1990-е годы
Расширение главного кампуса продолжалось в 1970-х годах и позднее. Были построены здания библиотеки и компьютерного центра, общежития и т. д. В середине 1990-х годов было завершено строительство пристройки к библиотеке и компьютерному центру. В 1996 году университет объединился с бывшим колледжем здравоохранения Брадфорда и Эрделя, который затем стал школой медицинских исследований при университете. Физический факультет был закрыт в 1980-х годах. Математический факультет был закрыт для новых студентов в 1997 году, а оставшаяся материально-техническая часть, а также преподавательский состав были интегрированы в отдел вычислительной техники в качестве математического подразделения. С тех пор математический факультет был вновь открыт в Школе вычислительной техники, информатики и средств массовой информации.
В 1987 году университет стал одним из двенадцати членов-учредителей Северного консорциума.

### XXI век
В сентябре 2009 года было объявлено о слиянии университета с Музыкальным колледжем Лидса. Первоначально колледж объявил о слиянии с Университетом Лидса в апреле 2009 года, однако переговоры прервались из-за проблем с предоставлением курсов повышения квалификации. Позже было объявлено, что это слияние не состоится из-за финансовых ограничений.